# Grupo de Operaciones Policiales Especiales

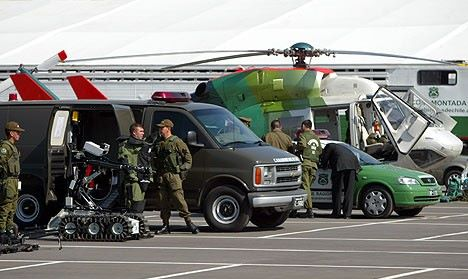
GOPE-Bombenentschärfungsroboter

Grupo de Operaciones Policiales Especiales (GOPE) ist ein Team von Spezialeinsatzkräften der militärisch organisierten chilenischen Polizei Carabineros de Chile.
Die Einheiten der GOPE werden für Gefahrensituationen der Polizeiarbeit in ganz Chile eingesetzt. Zu ihren Aufgaben gehören das Auffinden und die Entschärfung von Sprengstoffen, Geiselbefreiungen und Festnahmen unter schwierigen Bedingungen.

## Geschichte
Die Grupo de Operaciones Policiales Especiales wurde am 7. Juni 1979 beim Inkrafttreten eines Bundesgesetzes gegründet, und ihre Aufgaben nahmen ab den 1980er Jahren zu.